# William C.C. Claiborne
William Charles Cole Claiborne, född 13 augusti 1775 i Sussex County, Virginia, död 23 november 1817 i New Orleans, var en amerikansk politiker (demokrat-republikan). Han var den första guvernören i delstaten Louisiana.
Han inledde 1794 sin karriär som advokat i Tennessee. Han var domare i Tennessees högsta domstol 1796-1797. Han blev invald i USA:s representanthus trots att han inte hade fyllt 25 år som USA:s konstitution kräver. Han var ledamot av USA:s representanthus från Tennessee 1797-1801. Han blev 1801 utnämnd till guvernör i Mississippiterritoriet och 1803 till guvernör i Orleansterritoriet. När Louisiana 1812 blev delstat, valdes Claiborne till guvernör. Han besegrade Jacques Villeré i det första guvernörsvalet. Han var guvernör 1812-1816 och blev sedan invald i USA:s senat. Han var senator från Louisiana från 4 mars 1817 fram till sin död senare samma år.